# سمر علام
سمر علام ممثلة مصرية

## مسيرتها
الأدوار بأداء متنوع أهم اعمالة مسلسل باب الخلق (مسلسل)، البارون من تأليف واخراج الدكتور طه الحكيم، حيث جسدت في الفيلم شخصية (هالة)، وهي صحافية جبانة، كما ظهرت في مسلسل مكان في القصر كضيفة شرف الا انها لفتت الأنظار إليها وظهرت في العديد من المسلسلات منها: موجة حارة (مسلسل)، الرجل العناب (مسلسل)، وشاركت في مسرحية اللي بنى مصر بطولة النجم محمود الجندي .

## أعمالها
- خارج السيطرة2021
- ورا كل باب ج 2 2021